# Listă de filme de acțiune din anii 1990
Aceasta este o listă de filme de acțiune din anii 1990:
| 1990                                                    |                                                         |                                                            |                                                                                    |                                         |
| Air America                                             | Roger Spottiswoode                                      | Mel Gibson, Robert Downey, Jr., Nancy Travis               | Statele Unite ale Americii                                                         | [ 1 ]                                   |
| All for the Winner                                      | Corey Yuen, Jeffrey Lau                                 | Stephen Chow, Ng Man Tat                                   | Hong Kong                                                                          | [ 2 ]                                   |
| Another 48 Hrs.                                         | Walter Hill                                             | Nick Nolte, Eddie Murphy                                   | Statele Unite ale Americii                                                         | [ 3 ]                                   |
| Bird on a Wire                                          | John Badham                                             | Mel Gibson, Goldie Hawn, David Carradine                   | Statele Unite ale Americii                                                         | [ 4 ]                                   |
| Bloodfist II                                            | Andy Blumenthal                                         | Don "The Dragon" Wilson, Rina Reyes, Joe Mari Avellana     | Statele Unite ale Americii                                                         | [ 5 ]                                   |
| Blue Steel                                              | Kathryn Bigelow                                         | Jamie Lee Curtis, Ron Silver, Clancy Brown                 | Statele Unite ale Americii                                                         | [ 6 ]                                   |
| Bullet in the Head                                      | John Woo                                                | Tony Leung, Jacky Cheung                                   | Hong Kong                                                                          | [ 7 ]                                   |
| Captain America                                         | Albert Pyun                                             | Matt Salinger                                              | Statele Unite ale Americii · Iugoslavia                                            | [ 8 ]                                   |
| Curry and Pepper                                        | Blackie Ko                                              | Ann Bridgewater, Jacky Cheung, Stephen Chow                | Hong Kong                                                                          | [ 9 ]                                   |
| Darkman                                                 | Sam Raimi                                               | Liam Neeson, Frances McDormand                             | Statele Unite ale Americii                                                         | Science fiction action                  |
| Death Warrant                                           | Deran Sarafian                                          | Jean-Claude Van Damme, Robert Guillaume, Cynthia Gibb      | Canada · Statele Unite ale Americii                                                | [ 11 ]                                  |
| Delta Force 2: The Colombian Connection                 | Aaron Norris                                            | Chuck Norris, Billy Drago, Bobby Chavez                    | Statele Unite ale Americii                                                         | [ 12 ]                                  |
| Dick Tracy                                              | Warren Beatty                                           | Warren Beatty Madonna                                      | Statele Unite ale Americii                                                         | [ 13 ]                                  |
| Die Hard 2                                              | Renny Harlin                                            | Bruce Willis                                               | Statele Unite ale Americii                                                         | [ 14 ]                                  |
| Hard to Kill                                            | Bruce Malmuth                                           | Steven Seagal, Kelly LeBrock, Bill Sadler                  | Statele Unite ale Americii                                                         | [ 15 ]                                  |
| The Hunt For Red October                                | John McTiernan                                          | Sean Connery, Alec Baldwin                                 | Statele Unite ale Americii                                                         | Action thriller                         |
| I Come in Peace                                         | Craig R. Baxley                                         | Dolph Lundgren, Betsy Brantley, Brian Benben               | Statele Unite ale Americii                                                         | [ 17 ]                                  |
| Island of Fire                                          | Chu Yen Ping                                            | Jackie Chan, Sammo Hung, Tony Leung Kar-Fai                | Hong Kong                                                                          | [ 18 ]                                  |
| Lionheart                                               | Sheldon Lettich                                         | Jean-Claude Van Damme                                      | Statele Unite ale Americii                                                         | [ 19 ]                                  |
| Maniac Cop 2                                            | William Lustig                                          | Robert Davi, Claudia Christian, Michael Lerner             | Statele Unite ale Americii                                                         | [ 20 ]                                  |
| Marked for Death                                        | Dwight H. Little                                        | Steven Seagal, Basil Wallace, Keith David                  | Statele Unite ale Americii                                                         | [ 21 ]                                  |
| Martial Law                                             | S.E. Cohen                                              | Cynthia Rothrock, David Carradine, Richard Brandes         | Statele Unite ale Americii                                                         | [ 22 ]                                  |
| Narrow Margin                                           | Peter Hyams                                             | Gene Hackman, Anne Archer, James B. Sikking                | Statele Unite ale Americii                                                         | Action thriller                         |
| Navy SEALS                                              | Lewis Teague                                            | Charlie Sheen, Michael Biehn                               | Statele Unite ale Americii                                                         | Action thriller                         |
| Nikita                                                  | Luc Besson                                              | Anne Parillaud, Jean-Hugues Anglade                        | Franța · Italia                                                                    | Action thriller                         |
| Peacemaker                                              | Kevin S. Tenney                                         | Robert Forster, Lance Edwards, Hilary Shepard              | Statele Unite ale Americii                                                         | [ 26 ]                                  |
| Predator 2                                              | Stephen Hopkins                                         | Danny Glover                                               | Statele Unite ale Americii                                                         | Science fiction action                  |
| Robocop 2                                               | Irvin Kershner                                          | Peter Weller, Nancy Allen, Dan O'Herlihy                   | Statele Unite ale Americii                                                         | [ 28 ]                                  |
| The Rookie                                              | Clint Eastwood                                          | Clint Eastwood, Charlie Sheen, Raúl Juliá                  | Statele Unite ale Americii                                                         | [ 29 ]                                  |
| Short Time                                              | Gregg Champion                                          | Dabney Coleman, Matt Frewer, Teri Garr                     | Statele Unite ale Americii                                                         | Science fiction action                  |
| The Swordsman                                           | King Hu, Ching Siu-Tung, Ann Hui, Andrew Kam, Tsui Hark | Sam Hui, Jacky Cheung, Cecilia Yip, Sharla Cheung          | Hong Kong                                                                          | Martial arts film                       |
| Teenage Mutant Ninja Turtles                            | Steven Barron                                           | Judith Hoag, Elias Koteas, Ray Serra                       | Statele Unite ale Americii                                                         | [ 32 ]                                  |
| Total Recall                                            | Paul Verhoeven                                          | Arnold Schwarzenegger, Rachel Ticotin, Sharon Stone        | Statele Unite ale Americii                                                         | [ 33 ]                                  |
| White Hunter, Black Heart                               | Clint Eastwood                                          | Clint Eastwood, Jeff Fahey, George Dzundza                 | Statele Unite ale Americii                                                         | [ 34 ]                                  |
| 1991                                                    |                                                         |                                                            |                                                                                    |                                         |
| American Ninja 4: The Annihilation                      | Cedric Sundstrom                                        | Michael Dudikoff, David Bradley, James Booth               | Statele Unite ale Americii                                                         | [ 35 ]                                  |
| Armour of God II: Operation Condor                      | Jackie Chan                                             | Jackie Chan, Carol Cheng, Eva Cobo                         | Hong Kong                                                                          | [ 36 ] [ 37 ]                           |
| Backdraft                                               | Ron Howard                                              | Kurt Russell, William Baldwin, Robert De Niro              | Statele Unite ale Americii                                                         | Action thriller                         |
| Black Cat                                               | Stephen Shin                                            | Simon Yam, Thomas Lam, Jade Leung                          | Hong Kong                                                                          | [ 39 ]                                  |
| Do or Die                                               | Andy Sidaris                                            | Erik Estrada, Dona Speir, Roberta Vasquez                  | Statele Unite ale Americii                                                         | [ 40 ]                                  |
| Double Impact                                           | Sheldon Lettich                                         | Jean-Claude Van Damme, Geoffrey Lewis, Alan Scarfe         | Statele Unite ale Americii                                                         | [ 41 ]                                  |
| Fight Back to School                                    | Gordon Chan                                             | Stephen Chow, Sharla Cheung, Roy Cheung                    | Hong Kong                                                                          | [ 42 ]                                  |
| Fist of Fury 1991                                       | Joh Chung Sing                                          | Stephen Chow, Kenny Bee, Cheung Man                        | Hong Kong                                                                          | [ 43 ]                                  |
| F/X2                                                    | Richard Franklin                                        | Bryan Brown, Brian Dennehy, Rachel Ticotin                 | Statele Unite ale Americii                                                         | Action thriller                         |
| God of Gamblers II                                      | Wong Jing                                               | Andy Lau, Stephen Chow, Ng Man Tat                         | Hong Kong                                                                          | [ 45 ]                                  |
| The Hard Way                                            | John Badham                                             | Michael J. Fox, James Woods, Annabella Sciorra             | Statele Unite ale Americii                                                         | [ 46 ]                                  |
| Harley Davidson and the Marlboro Man                    | Simon Wincer                                            | Mickey Rourke, Don Johnson, Chelsea Field                  | Statele Unite ale Americii                                                         | [ 47 ]                                  |
| Hudson Hawk                                             | Michael Lehmann                                         | Bruce Willis, Danny Aiello, Andie MacDowell                | Statele Unite ale Americii                                                         | [ 48 ]                                  |
| The Last Boy Scout                                      | Tony Scott                                              | Bruce Willis, Damon Wayans                                 | Statele Unite ale Americii                                                         | [ 49 ]                                  |
| Martial Law 2: Undercover                               | Kurt Anderson                                           | Jeff Wincott, Billy Drago, Cynthia Rothrock                | Statele Unite ale Americii                                                         | [ 50 ]                                  |
| Once Upon a Time in China                               | Tsui Hark                                               | Jet Li, Yuen Biao, Jacky Cheung                            | Hong Kong                                                                          | [ 51 ]                                  |
| Out for Justice                                         | John Flynn                                              | Steven Seagal, William Forsythe, Jerry Orbach              | Statele Unite ale Americii                                                         | [ 52 ]                                  |
| Point Break                                             | Kathryn Bigelow                                         | Patrick Swayze, Keanu Reeves                               | Statele Unite ale Americii                                                         | [ 53 ]                                  |
| Riki-Oh: The Story of Ricky                             | Simon Nam                                               | Fan Siu-Wong, Philip Kwok                                  | Hong Kong · Japonia                                                                | [ 54 ]                                  |
| The Rocketeer                                           | Joe Johnston                                            | Billy Campbell, Jennifer Connelly, Alan Arkin              | Statele Unite ale Americii                                                         | [ 55 ]                                  |
| Run                                                     | Geoff Burrowes                                          | Kelly Preston, Ken Pogue, Alan C. Peterson                 | Statele Unite ale Americii                                                         | [ 56 ]                                  |
| Savior of the Soul                                      | Corey Yuen                                              | Andy Lau, Anita Mui, Kenny Bee                             | Hong Kong                                                                          | [ 57 ] [ 58 ]                           |
| Showdown in Little Tokyo                                | Mark L. Lester                                          | Dolph Lundgren, Brandon Lee, Cary-Hiroyuki Tagawa          | Statele Unite ale Americii                                                         | [ 59 ]                                  |
| Stone Cold                                              | Craig R. Baxley                                         | Brian Bosworth, Lance Henriksen, William Forsythe          | Statele Unite ale Americii                                                         | [ 60 ]                                  |
| Swordsmen in Double Flag Town                           | He Ping                                                 | Wei Gao, Mana Zhao                                         | Republica Populară Chineză                                                         | [ 61 ]                                  |
| Teenage Mutant Ninja Turtles II: The Secret of the Ooze | Michael Pressman                                        | Paige Turco, David Warner, Ernie Reyes, Jr.                | Statele Unite ale Americii                                                         | [ 62 ]                                  |
| Terminator 2: Judgment Day                              | James Cameron                                           | Arnold Schwarzenegger, Linda Hamilton, Edward Furlong      | Statele Unite ale Americii                                                         | Science fiction action                  |
| Tiger Claws                                             | Kelly Makin                                             | Jalal Merhi, Cynthia Rothrock                              | Canada                                                                             | [ 64 ]                                  |
| Trancers II                                             | Charles Band                                            | Tim Thomerson, Helen Hunt, Megan Ward                      | Statele Unite ale Americii                                                         | Action thriller                         |
| Zeram                                                   | Keita Amemiya                                           |                                                            | Japonia                                                                            | [ 66 ]                                  |
| 1992                                                    |                                                         |                                                            |                                                                                    |                                         |
| Aces: Iron Eagle III                                    | John Glen                                               | Louis Gossett, Jr., Paul Freeman, Rachel McLish            | Statele Unite ale Americii                                                         | [ 67 ]                                  |
| Batman Returns                                          | Tim Burton                                              | Michael Keaton, Danny DeVito, Michelle Pfeiffer            | Statele Unite ale Americii                                                         | [ 68 ]                                  |
| Deadly Dream Women                                      | Taylor Wong Tai-loi                                     | Cheung Man, Yan Chingmy                                    | Hong Kong                                                                          | [ 69 ]                                  |
| El Mariachi                                             | Robert Rodriguez                                        | Carlos Gallardo, Consuelo GomezReinol Martinez             | Statele Unite ale Americii                                                         | [ 70 ]                                  |
| Freejack                                                | Geoff Murphy                                            | Emilio Estevez, Mick Jagger, Anthony Hopkins               | Statele Unite ale Americii                                                         | [ 71 ]                                  |
| Full Contact                                            | Ringo Lam                                               | Chow Yun-fat, Ann Bridgewater, Frankie Chin                | Hong Kong                                                                          | [ 72 ]                                  |
| Hard Boiled                                             | John Woo                                                | Chow Yun-fat, Tony Leung Chiu-Wai, Anthony Wong            | Hong Kong                                                                          | [ 73 ]                                  |
| The Heroic Trio                                         | Johnny To                                               | Maggie Cheung, Michelle Yeoh, Anita Mui                    | Hong Kong                                                                          | Martial arts film                       |
| King of Beggars                                         | Gordon Chan                                             | Stephen Chow                                               | Hong Kong                                                                          | Action comedy                           |
| Kuffs                                                   | Bruce A. Evans                                          | Christian Slater, Tony Goldwyn, Milla Jovovich             | Statele Unite ale Americii                                                         | Action comedy                           |
| Lethal Weapon 3                                         | Richard Donner                                          | Mel Gibson, Danny Glover, Joe Pesci                        | Statele Unite ale Americii                                                         | [ 77 ]                                  |
| Live Wire                                               | Christian Duguay                                        | Pierce Brosnan                                             | Statele Unite ale Americii                                                         | Action thriller                         |
| Naked Killer                                            | Clarence Fok                                            | Carrie Ng, Kelly Yao, Yau Chingmy                          | Hong Kong                                                                          | [ 79 ]                                  |
| Once Upon a Time in China II                            | Tsui Hark                                               | Jet Li, Rosamund Kwan, Donnie Yen                          | Hong Kong                                                                          | [ 80 ]                                  |
| Passenger 57                                            | Kevin Hooks                                             | Wesley Snipes, Bruce Payne, Tom Sizemore                   | Statele Unite ale Americii                                                         | [ 81 ]                                  |
| Patriot Games                                           | Phillip Noyce                                           | Harrison Ford, Samuel L. Jackson, Sean Bean                | Statele Unite ale Americii                                                         | [ 82 ]                                  |
| Police Story 3: Super Cop                               | Stanley Tong                                            | Jackie Chan, Michelle Yeoh, Maggie Cheung                  | Hong Kong                                                                          | [ 83 ]                                  |
| Rapid Fire                                              | Dwight H. Little                                        | Brandon Lee, Powers Boothe, Nick Mancuso                   | Statele Unite ale Americii                                                         | [ 84 ]                                  |
| Sneakers                                                | Phil Alden Robinson                                     | Robert Redford, Sidney Poitier, Ben Kingsley               | Statele Unite ale Americii                                                         | Action thriller                         |
| Stop! Or My Mom Will Shoot                              | Roger Spottiswoode                                      | Sylvester Stallone, Estelle Getty,                         | Statele Unite ale Americii                                                         | Action comedy                           |
| Trancers III: Deth Lives                                | C. Courtney Joyner                                      | Ed Beechner                                                | Statele Unite ale Americii                                                         | Science fiction action, action thriller |
| Trespass                                                | Walter Hill                                             | Bill Paxton, Ice-T, Bill Sadler                            | Statele Unite ale Americii                                                         | Action thriller                         |
| Twin Dragons                                            | Ringo Lam, Tsui Hark                                    | Jackie Chan, Maggie Cheung, Philip Chan                    | Hong Kong                                                                          | [ 89 ]                                  |
| Under Siege                                             | Andrew Davis                                            | Steven Seagal, Tommy Lee Jones, Gary Busey                 | Statele Unite ale Americii                                                         | [ 90 ]                                  |
| Universal Soldier                                       | Roland Emmerich                                         | Jean-Claude Van Damme, Dolph Lundgren, Ally Walker         | Statele Unite ale Americii                                                         | [ 91 ]                                  |
| The Wicked City                                         | Peter Mak, Yuen Woo Ping                                | Jacky Cheung, Leon Lai, Tatsuya Nakadai                    | Hong Kong                                                                          | [ 92 ]                                  |
| 1993                                                    |                                                         |                                                            |                                                                                    |                                         |
| Acción Mutante                                          | Álex de la Iglesia                                      | Antonio Resines, Frederique Feder, Alex Angulo             | Spania                                                                             | Science fiction action                  |
| American Ninja V                                        | Bobby Gene Leonard                                      | David Bradley, Norman Burton, Anne Dupont                  | Statele Unite ale Americii                                                         | [ 94 ]                                  |
| Batman: Mask of the Phantasm                            | Eric Radomski, Bruce Timm                               |                                                            | Statele Unite ale Americii                                                         | [ 95 ]                                  |
| Best of the Best 2                                      | Robert Radler                                           | Eric Roberts, Phillip Rhee, Chris Penn                     | Statele Unite ale Americii                                                         | [ 96 ]                                  |
| The Black Panther Warriors                              | Clarence Fok                                            | Clarence Fok, Tony Leung Kar-Fai, Brigitte Lin             | Hong Kong                                                                          | [ 97 ]                                  |
| Blade of Fury                                           | Sammo Hung                                              | Cynthia Khan, Rosamund Kwan, Ti Lung                       | Hong Kong                                                                          | [ 98 ]                                  |
| Bodyguard Kiba                                          | Takashi Miike                                           | Hisao Maki, Masaru Matsuda, Takeshi Yamato                 | Japonia                                                                            | [ 99 ]                                  |
| The Bride with White Hair                               | Ronny Yu                                                | Brigitte Lin, Leslie Cheung, Nam Kit-Ying                  | Hong Kong                                                                          | Martial arts film                       |
| The Bride with White Hair 2                             | Ronny Yu, David Wu                                      | Sunny Chan, Leslie Cheung, Christy Chung                   | Hong Kong                                                                          | Martial arts film                       |
| Butterfly and Sword                                     | Michael Mak                                             | Donnie Yen, Michelle Yeoh, Tony Leung Chiu-Wai             | Hong Kong                                                                          | [ 102 ]                                 |
| Cliffhanger                                             | Renny Harlin                                            | Sylvester Stallone, John Lithgow, Michael Rooker           | Statele Unite ale Americii                                                         | [ 103 ]                                 |
| Crime Story                                             | Kirk Wong                                               | Jackie Chan, Kent Chang, Law Kar-ying                      | Hong Kong                                                                          | [ 104 ]                                 |
| Demolition Man                                          | Marco Brambilla                                         | Sylvester Stallone, Wesley Snipes, Sandra Bullock          | Statele Unite ale Americii                                                         | [ 105 ]                                 |
| The Eagle Shooting Heroes                               | Jeffrey Lau                                             | Leslie Cheung, Jacky Cheung, Tony Leung Chiu-Wai           | Hong Kong                                                                          | [ 106 ]                                 |
| Executioners                                            | Ching Siu Tung                                          | Anita Mui, Michelle Yeoh, Maggie Cheung                    | Hong Kong                                                                          | [ 107 ]                                 |
| Fong Sai-Yuk                                            | Corey Yuen                                              | Jet Li, Josephine Siao Fong-fong                           | Hong Kong                                                                          | [ 108 ]                                 |
| Fong Sai-yuk II                                         | Corey Yuen                                              | Jet Li, Sibelle Hu, Amy Kwok                               | Hong Kong                                                                          | [ 109 ]                                 |
| Fortress                                                | Stuart Gordon                                           | Christopher Lambert, Loryn Locklin, Kurtwood Smith         | Australia · Statele Unite ale Americii                                             | [ 110 ]                                 |
| The Fugitive                                            | Andrew Davis                                            | Harrison Ford, Tommy Lee Jones                             | Statele Unite ale Americii                                                         | Action thriller                         |
| Hard Target                                             | John Woo                                                | Jean-Claude Van Damme, Lance Henriksen, Arnold Vosloo      | Statele Unite ale Americii                                                         | [ 112 ]                                 |
| Hero Among Heroes                                       | Yuen Woo Ping                                           | Donnie Yen, Ng Man Tat, Ying Ng                            | Hong Kong                                                                          | [ 113 ]                                 |
| Iron Monkey                                             | Yuen Woo Ping                                           | Yu Rongguang, Donnie Yen, Jean Wang                        | Hong Kong                                                                          | [ 114 ]                                 |
| Judgment Night                                          | Stephen Hopkins                                         | Emilio Estevez, Cuba Gooding, Jr., Denis Leary             | Statele Unite ale Americii                                                         | Action thriller                         |
| Kung Fu Cult Master                                     | Wong Jing                                               | Jet Li, Ekin Cheng, Sammo Hung                             | Hong Kong                                                                          | [ 116 ]                                 |
| Lady Dragon 2                                           | David Worth                                             | Adisoerya Abdi, Billy Drago, Bella Esperance               | Statele Unite ale Americii                                                         | Martial arts film                       |
| Last Action Hero                                        | John McTiernan                                          | Arnold Schwarzenegger, Austin O'Brien, F. Murray Abraham   | Statele Unite ale Americii                                                         | [ 118 ]                                 |
| Last Hero in China                                      | Wong Jing                                               | Jet Li                                                     | Hong Kong                                                                          | [ 119 ]                                 |
| Maniac Cop 3: Badge of Silence                          | William Lustig, Joel Soisson                            | Robert Davi, Caitlin Dulany, Gretchen Becker               | Statele Unite ale Americii                                                         | [ 120 ]                                 |
| The Meteor Man                                          | Robert Townsend                                         | Robert Townsend, Marla Gibbs, Eddie Griffin                | Statele Unite ale Americii                                                         | Action comedy                           |
| Nowhere to Run                                          | Robert Harmon                                           | Jean-Claude Van Damme, Rosanna Arquette, Joss Ackland      | Statele Unite ale Americii                                                         | [ 122 ]                                 |
| Once a Cop                                              | Stanley Tong                                            | Michelle Yeoh, Yu Rongguang                                | Hong Kong                                                                          | [ 123 ]                                 |
| Once Upon a Time in China III                           | Tsui Hark                                               | Rosamund Kwan, Lau Shun, Jet Li                            | Hong Kong                                                                          | [ 124 ]                                 |
| Once Upon a Time in China IV                            | Yuen Bun                                                | Zhao Wenzhuo                                               | Hong Kong                                                                          | Martial arts film                       |
| Only the Strong                                         | Sheldon Lettich                                         | Mark Dacascos, Stacey Travis, Geoffrey Lewis               | Statele Unite ale Americii                                                         | [ 126 ]                                 |
| Point of No Return                                      | John Badham                                             | Bridget Fonda                                              | Statele Unite ale Americii                                                         | [ 127 ]                                 |
| Sniper                                                  | Luis Llosa                                              | Tom Berenger, Billy Zane, J.T. Walsh                       | Statele Unite ale Americii                                                         | [ 128 ]                                 |
| Striking Distance                                       | Rowdy Herrington                                        | Bruce Willis, Sarah Jessica Parker, Dennis Farina          | Statele Unite ale Americii                                                         | Action thriller                         |
| Surf Ninjas                                             | Neal Israel                                             | Ernie Reyes, Jr., Rob Schneider, Nicolas Cowan             | Statele Unite ale Americii                                                         | Action comedy                           |
| Tai Chi Master                                          | Yuen Woo Ping                                           | Jet Li, Michelle Yeoh                                      | Hong Kong                                                                          | [ 131 ]                                 |
| Teenage Mutant Ninja Turtles III                        | Stuart Gillard                                          | Paige Turco, Stuart Wilson, Vivian Wu                      | Statele Unite ale Americii                                                         | [ 132 ]                                 |
| Undercover Blues                                        | Herbert Ross                                            | Kathleen Turner, Dennis Quaid, Fiona Shaw                  | Statele Unite ale Americii                                                         | [ 133 ]                                 |
| Undefeatable                                            | Godfrey Hall                                            | Cynthia Rothrock, Don Niam, John Miller                    | Hong Kong                                                                          | Martial arts film                       |
| 1994                                                    |                                                         |                                                            |                                                                                    |                                         |
| A Low Down Dirty Shame                                  | Keenen Ivory Wayans                                     | Keenen Ivory Wayans, Charles S. Dutton, Jada Pinkett Smith | Statele Unite ale Americii                                                         | [ 135 ]                                 |
| Ashes of Time                                           | Wong Kar-wai                                            | Brigitte Lin, Leslie Cheung, Maggie Cheung                 | Hong Kong                                                                          | Martial arts film                       |
| Beverly Hills Cop III                                   | John Landis                                             | Eddie Murphy, Judge Reinhold, Hector Elizondo              | Statele Unite ale Americii                                                         | [ 137 ]                                 |
| Blankman                                                | Mike Binder                                             | Damon Wayans, David Alan Grier                             | Statele Unite ale Americii                                                         | Action comedy                           |
| Blown Away                                              | Stephen Hopkins                                         | Jeff Bridges, Tommy Lee Jones, Lloyd Bridges               | Statele Unite ale Americii                                                         | Action thriller                         |
| The Bodyguard from Beijing                              | Corey Yuen                                              | Jet Li, Christy Chung, Kent Cheng                          | Hong Kong                                                                          | [ 140 ]                                 |
| Burning Paradise                                        | Ringo Lam                                               | Willie Chi, Lin Quan, Yang Sheng                           | Hong Kong                                                                          | [ 141 ]                                 |
| The Chase                                               | Adam Rifkin                                             | Charlie Sheen, Kristy Swanson, Henry Rollins               | Statele Unite ale Americii                                                         | [ 142 ]                                 |
| Clear and Present Danger                                | Phillip Noyce                                           | Harrison Ford, Willem Dafoe, Anne Archer                   | Statele Unite ale Americii                                                         | [ 143 ]                                 |
| The Crow                                                | Alex Proyas                                             | Brandon Lee, Ernie Hudson, Michael Wincott                 | Statele Unite ale Americii                                                         | [ 144 ]                                 |
| The Cowboy Way                                          | Gregg Champion                                          | Woody Harrelson, Kiefer Sutherland, Dylan McDermott        | Statele Unite ale Americii                                                         | [ 145 ]                                 |
| Death Wish V: The Face of Death                         | Allan A. Goldstein                                      | Charles Bronson, Lesley-Anne Down, Michael Parks           | Statele Unite ale Americii                                                         | [ 146 ]                                 |
| Double Dragon                                           | James Yukich                                            | Robert Patrick, Mark Dacascos, Scott Wolf                  | Statele Unite ale Americii                                                         | Martial arts film                       |
| Drop Zone                                               | John Badham                                             | Wesley Snipes, Gary Busey                                  | Statele Unite ale Americii                                                         | [ 148 ]                                 |
| Drunken Master II                                       | Lau Kar-Leung                                           | Jackie Chan, Ti Lung                                       | Hong Kong                                                                          | [ 149 ]                                 |
| Fist of Legend                                          | Gordon Chan                                             | Jet Li, Paul Chiang, Chin Siu Ho                           | Hong Kong                                                                          | [ 150 ]                                 |
| The Getaway                                             | Roger Donaldson                                         | Alec Baldwin, Kim Basinger, Michael Madsen                 | Statele Unite ale Americii                                                         | [ 151 ]                                 |
| God of Gamblers' Return                                 | Wong Jing                                               | Chow Yun-Fat, Charles Heung, Tony Leung Kar-Fai            | Hong Kong                                                                          | [ 152 ]                                 |
| Gunmen                                                  | Deran Sarafian                                          | Christopher Lambert, Mario Van Peebles, Denis Leary        | Statele Unite ale Americii                                                         | [ 153 ]                                 |
| Hellbound                                               | Aaron Norris                                            | Chuck Norris, Calvin Levels, Christopher Neame             | Statele Unite ale Americii                                                         | [ 154 ]                                 |
| Léon: The Professional                                  | Luc Besson                                              | Jean Reno, Natalie Portman                                 | Franța                                                                             | Action thriller                         |
| Love on Delivery                                        | Stephen Chow, Lee Lik-chee                              |                                                            | Hong Kong                                                                          | [ 158 ]                                 |
| Men of War                                              | Perry Lang                                              | Dolph Lundgren, Charlotte Lewis, B.D. Wong                 | Statele Unite ale Americii                                                         | [ 159 ]                                 |
| The New Legend Of Shaolin                               | Corey Yuen, Wong Jing                                   | Jet Li, Chuen-Hua Chi, Chen Sung-Yung                      | Hong Kong                                                                          | [ 160 ]                                 |
| No Escape                                               | Martin Campbell                                         | Ray Liotta, Lance Henriksen, Stuart Wilson                 | Statele Unite ale Americii                                                         | [ 161 ]                                 |
| On Deadly Ground                                        | Steven Seagal                                           | Steven Seagal, Michael Caine, Joan Chen                    | Statele Unite ale Americii                                                         | [ 162 ]                                 |
| The River Wild                                          | Curtis Hanson                                           | Meryl Streep, Kevin Bacon, David Strathairn                | Statele Unite ale Americii                                                         | [ 163 ]                                 |
| The Shadow                                              | Russell Mulcahy                                         | Alec Baldwin, Ian McKellen, Tim Curry                      | Statele Unite ale Americii                                                         | [ 164 ]                                 |
| The Specialist                                          | Luis Llosa                                              | Sylvester Stallone, Sharon Stone, James Woods              | Statele Unite ale Americii                                                         | [ 165 ]                                 |
| Speed                                                   | Jan de Bont                                             | Keanu Reeves, Dennis Hopper, Sandra Bullock                | Statele Unite ale Americii                                                         | [ 166 ]                                 |
| Street Fighter                                          | Steven E. de Souza                                      | Jean-Claude Van Damme, Raúl Juliá, Ming-Na Wen             | Statele Unite ale Americii                                                         | [ 167 ]                                 |
| Street Fighter II: The Animated Movie                   | Gisaburo Sugii                                          |                                                            | Japonia · Statele Unite ale Americii                                               | [ 168 ]                                 |
| Surviving the Game                                      | Ernest R. Dickerson                                     | Ice-T, Rutger Hauer, Charles S. Dutton                     | Statele Unite ale Americii                                                         | [ 169 ]                                 |
| Terminal Velocity                                       | Deran Sarafian                                          | Charlie Sheen, Nastassja Kinski, James Gandolfini          | Statele Unite ale Americii                                                         | [ 170 ]                                 |
| Timecop                                                 | Peter Hyams                                             | Jean-Claude Van Damme, Mia Sara, Ron Silver                | Statele Unite ale Americii                                                         | [ 171 ]                                 |
| True Lies                                               | James Cameron                                           | Arnold Schwarzenegger, Jamie Lee Curtis, Tom Arnold        | Statele Unite ale Americii                                                         | [ 172 ]                                 |
| Wing Chun                                               | Yuen Woo Ping                                           | Michelle Yeoh, Donnie Yen, Cheng Pei-Pei                   | Hong Kong                                                                          | [ 173 ]                                 |
| Wonder Seven                                            | Ching Siu Tung                                          | Chin Ho, Li Ning, Michelle Yeoh                            | Hong Kong                                                                          | [ 174 ]                                 |
| 1995                                                    |                                                         |                                                            |                                                                                    |                                         |
| Assassins                                               | Richard Donner                                          | Sylvester Stallone, Antonio Banderas, Julianne Moore       | Statele Unite ale Americii                                                         | [ 175 ]                                 |
| Bad Boys                                                | Michael Bay                                             | Will Smith, Martin Lawrence, Téa Leoni                     | Statele Unite ale Americii                                                         | [ 176 ]                                 |
| Batman Forever                                          | Joel Schumacher                                         | Val Kilmer, Tommy Lee Jones, Jim Carrey                    | Statele Unite ale Americii                                                         | [ 177 ]                                 |
| The Blade                                               | Tsui Hark                                               | Vincent Zhao, Moses Chan, Xiong Xinxin                     | Hong Kong                                                                          | [ 178 ]                                 |
| Congo                                                   | Frank Marshall                                          | Dylan Walsh, Laura Linney, Ernie Hudson                    | Statele Unite ale Americii                                                         | [ 179 ]                                 |
| Crimson Tide                                            | Tony Scott                                              | Denzel Washington, Gene Hackman, George Dzundza            | Statele Unite ale Americii                                                         | [ 180 ]                                 |
| Crying Freeman                                          | Christophe Gans                                         | Mark Dacascos, Julie Condra, Tchéky Karyo                  | Franța · Canada                                                                    | [ 181 ]                                 |
| Desperado                                               | Robert Rodriguez                                        | Antonio Banderas, Salma Hayek, Joaquim de Almeida          | Statele Unite ale Americii                                                         | [ 182 ]                                 |
| Die Hard with a Vengeance                               | John McTiernan                                          | Bruce Willis, Jeremy Irons, Samuel L. Jackson              | Statele Unite ale Americii                                                         | [ 183 ]                                 |
| Don't Give a Damn                                       | Sammo Hung                                              | Sammo Hung, Yuen Biao                                      | Hong Kong                                                                          | [ 184 ]                                 |
| Fair Game                                               | Andrew Sipes                                            | William Baldwin, Cindy Crawford                            | Statele Unite ale Americii                                                         | [ 185 ]                                 |
| GoldenEye                                               | Martin Campbell                                         | Pierce Brosnan, Sean Bean, Izabella Scorupco               | Statele Unite ale Americii                                                         | [ 186 ]                                 |
| Heat                                                    | Michael Mann                                            | Al Pacino, Robert De Niro, Val Kilmer                      | Statele Unite ale Americii                                                         | [ 187 ]                                 |
| High Risk                                               | Corey Yuen, Wong Jing                                   | Jet Li, Jacky Cheung, Yau Chingmy                          | Hong Kong                                                                          | [ 188 ]                                 |
| The Hunted                                              | J.F. Lawton                                             | Christopher Lambert, John Lone, Joan Chen                  | Statele Unite ale Americii                                                         | [ 189 ]                                 |
| Johnny Mnemonic                                         | Robert Longo                                            | Keanu Reeves, Dolph Lundgren, Beat Takeshi Kitano          | Canada                                                                             | [ 190 ]                                 |
| Judge Dredd                                             | Danny Cannon                                            | Sylvester Stallone, Armand Assante, Diane Lane             | Statele Unite ale Americii                                                         | Science fiction action                  |
| Kamikaze Taxi                                           | Masato Harada                                           | Takeshi Caesar, Chika Nakagami, Mickey Curtis              | Japonia                                                                            | [ 192 ]                                 |
| Mortal Kombat                                           | Paul W.S. Anderson                                      | Robin Shou, Linden Ashby, Bridgette Wilson                 | Statele Unite ale Americii                                                         | [ 193 ]                                 |
| My Father Is a Hero                                     | Corey Yuen                                              | Jet Li, Anita Mui, Tsue Miu                                | Hong Kong                                                                          | [ 194 ]                                 |
| Outbreak                                                | Wolfgang Petersen                                       | Dustin Hoffman, Rene Russo, Morgan Freeman                 | Statele Unite ale Americii                                                         | Action thriller                         |
| Peace Hotel                                             | Wai Ka-fai                                              | Chow Yun-Fat                                               | Hong Kong                                                                          | [ 196 ]                                 |
| Rumble in the Bronx                                     | Stanley Tong                                            | Jackie Chan, Anita Mui, Bill Tung                          | Hong Kong                                                                          | [ 197 ]                                 |
| Screamers                                               | Christian Duguay                                        | Ron White, Peter Weller, Jennifer Rubin                    | Statele Unite ale Americii · Canada · Japonia                                      | Action thriller                         |
| Sudden Death                                            | Peter Hyams                                             | Jean-Claude Van Damme, Powers Boothe, Raymond J. Barry     | Statele Unite ale Americii                                                         | [ 199 ]                                 |
| Tank Girl                                               | Rachel Talalay                                          | Lori Petty, Malcolm McDowell, Ice-T                        | Statele Unite ale Americii                                                         | Action comedy                           |
| Thunderbolt                                             | Gordon Chan                                             | Jackie Chan, Anita Yuen, Chor Yuen                         | Hong Kong                                                                          | [ 201 ] [ 202 ]                         |
| Top Dog                                                 | Aaron Norris                                            | Chuck Norris, Clyde Kusatsu, Michele Lamar Richards        | Statele Unite ale Americii                                                         | [ 203 ]                                 |
| Under Siege 2: Dark Territory                           | Geoff Murphy                                            | Steven Seagal, Eric Bogosian, Katherine Heigl              | Statele Unite ale Americii                                                         | [ 204 ]                                 |
| Waterworld                                              | Kevin Reynolds                                          | Kevin Costner, Dennis Hopper, Jeanne Tripplehorn           | Statele Unite ale Americii                                                         | [ 205 ]                                 |
| Zero Woman                                              | Daisuke Gotoh                                           | Natsuke Ozawa                                              | Japonia                                                                            | [ 206 ]                                 |
| Zero Woman: Final Mission                               | Koji Enokido                                            | Naoko Iijima                                               | Japonia                                                                            | [ 207 ]                                 |
| 1996                                                    |                                                         |                                                            |                                                                                    |                                         |
| Barb Wire                                               | David Hogan                                             | Pamela Anderson, Temuera Morrison, Victoria Rowell         | Statele Unite ale Americii                                                         | [ 208 ]                                 |
| Beyond Hypothermia                                      | Patrick Leung                                           | Lau Ching-Wan, Wu Chien-lien, Han Sang-woo                 | Hong Kong                                                                          | [ 209 ] [ 210 ]                         |
| Big Bullet                                              | Benny Chan                                              | Lau Ching-Wan, Francis Ng                                  | Hong Kong                                                                          | [ 211 ]                                 |
| Black Mask                                              | Daniel Lee                                              | Jet Li                                                     | Hong Kong                                                                          | [ 212 ] [ 213 ]                         |
| Broken Arrow                                            | John Woo                                                | John Travolta, Christian Slater, Samantha Mathis           | Statele Unite ale Americii                                                         | [ 214 ]                                 |
| Bulletproof                                             | Ernest R. Dickerson                                     | Damon Wayans, Adam Sandler                                 | Statele Unite ale Americii                                                         | [ 215 ]                                 |
| Chain Reaction                                          | Andrew Davis                                            | Keanu Reeves, Morgan Freeman, Rachel Weisz                 | Statele Unite ale Americii                                                         | [ 216 ]                                 |
| The Chinese Feast                                       | Tsui Hark                                               | Kenny Bee, Leslie Cheung                                   | Hong Kong                                                                          | Action comedy, martial arts film        |
| The Crow: City of Angels                                | Tim Pope                                                | Vincent Perez, Mia Kirshner, Richard Brooks                | Statele Unite ale Americii                                                         | [ 218 ]                                 |
| Daylight                                                | Rob Cohen                                               | Sylvester Stallone, Viggo Mortensen                        | Statele Unite ale Americii                                                         | [ 219 ]                                 |
| Dr. Wai in "The Scripture with No Words"                | Ching Siu Tung                                          | Takeshi Kaneshiro, Charlie Yeung, Jet Li                   | Hong Kong                                                                          | [ 220 ]                                 |
| Eraser                                                  | Chuck Russell                                           | Arnold Schwarzenegger, James Caan, Vanessa L. Williams     | Statele Unite ale Americii                                                         | [ 221 ]                                 |
| Escape from L.A.                                        | John Carpenter                                          | Kurt Russell, Stacy Keach, Steve Buscemi                   | Statele Unite ale Americii                                                         | [ 222 ]                                 |
| Executive Decision                                      | Stuart Baird                                            | Kurt Russell, Halle Berry, John Leguizamo                  | Statele Unite ale Americii                                                         | [ 223 ]                                 |
| Fled                                                    | Kevin Hooks                                             | Laurence Fishburne, Stephen Baldwin, Salma Hayek           | Statele Unite ale Americii                                                         | [ 224 ]                                 |
| Forbidden City Cop                                      | Kok Tak-Chiu, Stephen Chow                              | Stephen Chow, Carina Lau, Carman Lee                       | Hong Kong                                                                          | [ 225 ]                                 |
| Ghost in the Shell                                      | Mamoru Oshii                                            |                                                            | Japonia                                                                            | Science fiction action                  |
| God of Cookery                                          | Li Lik-Chi, Stephen Chow                                | Stephen Chow, Karen Mok, Nancy Sit                         | Hong Kong                                                                          | Action comedy                           |
| The Glimmer Man                                         | John Gray                                               | Steven Seagal, Keenen Ivory Wayans, Bob Gunton             | Statele Unite ale Americii                                                         | [ 229 ]                                 |
| Independence Day                                        | Roland Emmerich                                         | Will Smith, Bill Pullman, Jeff Goldblum                    | Statele Unite ale Americii                                                         | Science fiction action                  |
| Iron Monkey 2                                           | Zhao Lu Jiang                                           | Donnie Yen, Wu Ma, Billy Chow                              | Hong Kong                                                                          | [ 231 ] [ 232 ]                         |
| Last Man Standing                                       | Walter Hill                                             | Bruce Willis, Christopher Walken, Bruce Dern               | Statele Unite ale Americii                                                         | [ 233 ]                                 |
| The Long Kiss Goodnight                                 | Renny Harlin                                            | Geena Davis, Samuel L. Jackson, Patrick Malahide           | Statele Unite ale Americii                                                         | [ 234 ]                                 |
| Maximum Risk                                            | Ringo Lam                                               | Jean-Claude Van Damme, Natasha Henstridge                  | Statele Unite ale Americii                                                         | [ 235 ]                                 |
| Mission: Impossible                                     | Brian De Palma                                          | Tom Cruise, Jon Voight, Emmanuelle Béart                   | Statele Unite ale Americii                                                         | [ 236 ]                                 |
| Police Story 4: First Strike                            | Stanley Tong                                            | Jackie Chan                                                | Hong Kong · Statele Unite ale Americii                                             | [ 237 ]                                 |
| The Quest                                               | Jean-Claude Van Damme                                   | Jean-Claude Van Damme, Roger Moore, James Remar            | Statele Unite ale Americii                                                         | [ 238 ]                                 |
| The Rock                                                | Michael Bay                                             | Nicolas Cage, Sean Connery, Ed Harris                      | Statele Unite ale Americii                                                         | [ 239 ]                                 |
| Sci-Fighters                                            | Peter Svatek                                            | Roddy Piper, Jayne Heitmeyer, Billy Drago                  | Statele Unite ale Americii                                                         | Science fiction action, action thriller |
| Set It Off                                              | F. Gary Gray                                            | Jada Pinkett Smith, Queen Latifah, Vivica A. Fox           | Statele Unite ale Americii                                                         | [ 241 ]                                 |
| Silent Trigger                                          | Russell Mulcahy                                         | Dolph Lundgren, Gina Bellman, Conrad Dunn                  | Statele Unite ale Americii                                                         | [ 242 ]                                 |
| Solo                                                    | Norberto Barba                                          | Mario Van Peebles, Barry Corbin, Bill Sadler               | Statele Unite ale Americii                                                         | [ 243 ]                                 |
| The Substitute                                          | Robert Mandel                                           | Tom Berenger, Ernie Hudson, Diane Venora                   | Statele Unite ale Americii                                                         | [ 244 ]                                 |
| Twister                                                 | Jan de Bont                                             | Helen Hunt, Bill Paxton, Cary Elwes                        | Statele Unite ale Americii                                                         | [ 245 ]                                 |
| Young and Dangerous                                     | Andrew Lau                                              | Chan Sau-yu, Jordan Chan                                   | Hong Kong                                                                          | [ 246 ]                                 |
| Young and Dangerous 2                                   | Andrew Lau                                              | Jordan Chan, Cheng Yee-kin, Yau Chingmy                    | Hong Kong                                                                          | [ 247 ]                                 |
| Young and Dangerous 3                                   | Andrew Lau                                              | Jordan Chan, Cheng Yee-kin, Roy Cheung                     | Hong Kong                                                                          | [ 248 ] [ 249 ]                         |
| 1997                                                    |                                                         |                                                            |                                                                                    |                                         |
| Air Force One                                           | Wolfgang Petersen                                       | Harrison Ford, Gary Oldman, Glenn Close                    | Statele Unite ale Americii                                                         | Action thriller                         |
| Batman & Robin                                          | Joel Schumacher                                         | Arnold Schwarzenegger, George Clooney, Chris O'Donnell     | Statele Unite ale Americii                                                         | [ 251 ]                                 |
| Beverly Hills Ninja                                     | Dennis Dugan                                            | Chris Farley, Nicollette Sheridan, Robin Shou              | Statele Unite ale Americii                                                         | Action comedy                           |
| Con Air                                                 | Simon West                                              | Nicolas Cage, John Cusack, John Malkovich                  | Statele Unite ale Americii                                                         | r                                       |
| Conspiracy Theory                                       | Richard Donner                                          | Mel Gibson, Julia Roberts, Patrick Stewart                 | Statele Unite ale Americii                                                         | [ 254 ]                                 |
| Double Team                                             | Tsui Hark                                               | Jean-Claude Van Damme, Dennis Rodman, Mickey Rourke        | Statele Unite ale Americii                                                         | [ 255 ]                                 |
| Face/Off                                                | John Woo                                                | Nicolas Cage, John Travolta                                | Statele Unite ale Americii                                                         | [ 255 ]                                 |
| The Fifth Element                                       | Luc Besson                                              | Bruce Willis, Gary Oldman, Milla Jovovich                  | Franța                                                                             | Science fiction action                  |
| Fire Down Below                                         | Félix Enríquez Alcalá                                   | Steven Seagal, Marg Helgenberger, Harry Dean Stanton       | Statele Unite ale Americii                                                         | [ 257 ]                                 |
| Full Alert                                              | Ringo Lam                                               | Lau Ching-Wan, Francis Ng, Blacky Ko                       | Hong Kong                                                                          | [ 258 ]                                 |
| Heaven's Burning                                        | Craig Lahiff                                            | Russell Crowe, Youki Kudoh, Kenji Isomura                  | Australia                                                                          | [ 259 ]                                 |
| The Jackal                                              | Michael Caton-Jones                                     | Bruce Willis, Richard Gere, Sidney Poitier                 | Statele Unite ale Americii                                                         | Action thriller                         |
| Lifeline                                                | Johnny To                                               | Lau Ching-Wan, Alex Fong Chung-sun, Ruby Wong              | Hong Kong                                                                          | [ 261 ]                                 |
| Metro                                                   | Thomas Carter                                           | Eddie Murphy, Michael Rapaport, Michael Wincott            | Statele Unite ale Americii                                                         | [ 262 ]                                 |
| Mortal Kombat: Annihilation                             | John R. Leonetti                                        | Robin Shou, Talisa Soto, James Remar                       | Statele Unite ale Americii                                                         | [ 263 ]                                 |
| Most Wanted                                             | David Hogan                                             | Keenen Ivory Wayans, Jon Voight                            | Statele Unite ale Americii                                                         | Action thriller                         |
| Mr. Nice Guy                                            | Sammo Hung                                              | Jackie Chan, Richard Norton, Gabrielle Fitzpatrick         | Hong Kong                                                                          | [ 265 ]                                 |
| Once Upon a Time in China and America                   | Sammo Hung                                              | Jet Li, Rosamund Kwan, Xiong Xin Xin                       | Hong Kong                                                                          | [ 266 ]                                 |
| The Peacemaker                                          | Mimi Leder                                              | George Clooney, Nicole Kidman                              | Statele Unite ale Americii                                                         | [ 267 ]                                 |
| The Saint                                               | Phillip Noyce                                           | Val Kilmer, Elisabeth Shue, Rade Serbedzija                | Statele Unite ale Americii                                                         | [ 268 ]                                 |
| Spawn                                                   | Mark A.Z. Dippé                                         | Michael Jai White, John Leguizamo, Martin Sheen            | Statele Unite ale Americii                                                         | Superhero film                          |
| Speed 2: Cruise Control                                 | Jan de Bont                                             | Sandra Bullock, Jason Patric, Willem Dafoe                 | Statele Unite ale Americii                                                         | [ 270 ]                                 |
| Starship Troopers                                       | Paul Verhoeven                                          | Casper Van Dien, Dina Meyer, Denise Richards               | Statele Unite ale Americii                                                         | Action thriller                         |
| Steel                                                   | Kenneth Johnson                                         | Shaquille O'Neal, Annabeth Gish, Judd Nelson               | Statele Unite ale Americii                                                         | [ 272 ]                                 |
| Strategic Command                                       | Rick Jacobson                                           | Michael Dudikoff, Paul Winfield, Richard Norton            | Statele Unite ale Americii                                                         | Action thriller                         |
| Task Force                                              | Patrick Leung                                           | Leo Ku, Charlie Yeung, Eric Tsang                          | Hong Kong                                                                          | [ 274 ] [ 275 ]                         |
| Tomorrow Never Dies                                     | Roger Spottiswoode                                      | Pierce Brosnan, Jonathan Pryce, Michelle Yeoh              | Statele Unite ale Americii                                                         | Action thriller                         |
| Turbulence                                              | Robert Butler                                           | Ray Liotta, Lauren Holly, Brendan Gleeson                  | Statele Unite ale Americii                                                         | [ 277 ]                                 |
| Volcano                                                 | Mick Jackson                                            | Tommy Lee Jones, Anne Heche, Gaby Hoffmann                 | Statele Unite ale Americii                                                         | [ 278 ]                                 |
| Young and Dangerous 4                                   | Andrew Lau                                              | Cheng Yee-kin, Jordan Chan                                 | Hong Kong                                                                          | Martial arts film                       |
| 1998                                                    |                                                         |                                                            |                                                                                    |                                         |
| A Hero Never Dies                                       | Johnny To                                               | Leon Lai, Lau Ching-Wan, Fiona Leung                       | Hong Kong                                                                          | [ 280 ] [ 281 ]                         |
| Another Meltdown                                        | Allun Lam                                               | Zhao Wenzhuo, Shu Qi, Andrew Lin                           | Republica Populară Chineză                                                         | [ 282 ]                                 |
| Armageddon                                              | Michael Bay                                             | Bruce Willis, Billy Bob Thornton, Ben Affleck              | Statele Unite ale Americii                                                         | [ 283 ]                                 |
| The Avengers                                            | Jeremiah S. Chechik                                     | Uma Thurman, Ralph Fiennes, Sean Connery                   | Statele Unite ale Americii                                                         | [ 284 ]                                 |
| Ballistic Kiss                                          | Donnie Yen                                              | Donnie Yen, Annie Wu, Jimmy Wong                           | Hong Kong                                                                          | [ 285 ]                                 |
| Beast Cops                                              | Gordon Chan, Dante Lam                                  | Michael Wong, Anthony Wong, Kathy Chau                     | Hong Kong                                                                          | [ 286 ]                                 |
| The Big Hit                                             | Kirk Wong, Che-Kirk Wong                                | Mark Wahlberg, Lou Diamond Phillips, Christina Applegate   | Statele Unite ale Americii                                                         | [ 287 ]                                 |
| Black Dog                                               | Kevin Hooks                                             | Patrick Swayze, Meat Loaf, Randy Travis                    | Statele Unite ale Americii                                                         | [ 288 ]                                 |
| Blade                                                   | Steve Norrington                                        | Wesley Snipes, Stephen Dorff, Kris Kristofferson           | Statele Unite ale Americii                                                         | [ 289 ]                                 |
| Blood, Guts, Bullets and Octane                         | Joe Carnahan                                            | Dan Leis, Joe Carnahan, Dan Harlan                         | Statele Unite ale Americii                                                         | Action comedy                           |
| Desperate Measures                                      | Barbet Schroeder                                        | Michael Keaton, Andy García, Brian Cox                     | Statele Unite ale Americii                                                         | [ 291 ]                                 |
| Enemy of the State                                      | Tony Scott                                              | Will Smith, Gene Hackman, Jon Voight                       | Statele Unite ale Americii                                                         | [ 292 ]                                 |
| Hard Rain                                               | Mikael Salomon                                          | Christian Slater, Morgan Freeman, Minnie Driver            | Statele Unite ale Americii                                                         | [ 293 ]                                 |
| Hitman                                                  | Stephen Tung Wei                                        | Jet Li, Eric Tsang, Simon Yam                              | Hong Kong                                                                          | [ 294 ]                                 |
| Knock Off                                               | Tsui Hark                                               | Jean-Claude Van Damme, Rob Schneider, Lela Rochon          | Statele Unite ale Americii · Hong Kong                                             | [ 295 ]                                 |
| Lethal Weapon 4                                         | Richard Donner                                          | Mel Gibson, Danny Glover, Joe Pesci                        | Statele Unite ale Americii                                                         | [ 296 ]                                 |
| The Mask of Zorro                                       | Martin Campbell                                         | Antonio Banderas, Anthony Hopkins, Catherine Zeta-Jones    | Statele Unite ale Americii                                                         | [ 297 ]                                 |
| Mercury Rising                                          | Harold Becker                                           | Bruce Willis, Alec Baldwin, Miko Hughes                    | Statele Unite ale Americii                                                         | [ 298 ]                                 |
| Point Blank                                             | Matt Earl Beesley                                       | Mickey Rourke, Paul Ben-Victor, Danny Trejo                |                                                                                    | [ 299 ]                                 |
| Portland Street Blues                                   | Raymond Yip Wai Man                                     | Sandra Ng, Kristy Yeung, Alex Fong Chung-sun               | Hong Kong                                                                          | [ 300 ]                                 |
| The Replacement Killers                                 | Antoine Fuqua                                           | Chow Yun-fat, Mira Sorvino                                 | Statele Unite ale Americii                                                         | [ 301 ]                                 |
| Ronin                                                   | John Frankenheimer                                      | Robert De Niro, Jean Reno, Natascha McElhone               | Statele Unite ale Americii                                                         | [ 302 ]                                 |
| Rush Hour                                               | Brett Ratner                                            | Chris Tucker, Jackie Chan, Tom Wilkinson                   | Statele Unite ale Americii                                                         | [ 303 ]                                 |
| Shark Skin Man and Peach Hip Girl                       | Katsuhito Ishii                                         | Tadanobu Asano, Sie Kohinata, Ittoku Kishibe               | Japonia                                                                            | [ 304 ]                                 |
| The Siege                                               | Edward Zwick                                            | Denzel Washington, Annette Bening, Bruce Willis            | Statele Unite ale Americii                                                         | [ 305 ]                                 |
| Small Soldiers                                          | Joe Dante                                               | Frank Langella, Tommy Lee Jones, Ernest Borgnine           | Statele Unite ale Americii                                                         | [ 306 ]                                 |
| Soldier                                                 | Paul W.S. Anderson                                      | Kurt Russell, Jason Isaacs, Gary Busey                     | Statele Unite ale Americii                                                         | [ 307 ]                                 |
| The Storm Riders                                        | Andrew Lau                                              | Aaron Kwok, Ekin Cheng, Sonny Chiba                        | Hong Kong                                                                          | Martial arts film                       |
| The Substitute 2: School's Out                          | Steve Pearl                                             | Treat Williams, B.D. Wong, Lawrence Gilliard, Jr.          | Statele Unite ale Americii                                                         | [ 309 ]                                 |
| Taxi                                                    | Gérard Pirès                                            | Samy Naceri, Frederic Diefenthal, Marion Cotillard         | Franța                                                                             | Action comedy                           |
| U.S. Marshals                                           | Stuart Baird                                            | Tommy Lee Jones, Wesley Snipes, Robert Downey Jr           | Statele Unite ale Americii                                                         | [ 311 ]                                 |
| Vampires                                                | John Carpenter                                          | James Woods, Daniel Baldwin, Sheryl Lee                    | Statele Unite ale Americii                                                         | Action thriller                         |
| Who Am I?                                               | Jackie Chan, Benny Chan                                 | Jackie Chan, Michelle Ferre, Mirai Yamamoto                | Hong Kong                                                                          | [ 313 ]                                 |
| Young and Dangerous 5                                   | Andrew Lau                                              | Ekin Cheng, Paul Chiang                                    | Hong Kong                                                                          | [ 314 ]                                 |
| 1999                                                    |                                                         |                                                            |                                                                                    |                                         |
| Blue Streak                                             | Les Mayfield                                            | Martin Lawrence, Luke Wilson, Peter Greene                 | Statele Unite ale Americii                                                         | Action comedy                           |
| Bullets Over Summer                                     | Wilson Yip                                              | Francis Ng, David Lee, Joe Lee                             | Hong Kong                                                                          | Action thriller                         |
| Century of the Dragon                                   | Clarence Fok                                            | Andy Lau, Lee Siu-kei, Louis Koo                           | Hong Kong                                                                          | [ 317 ]                                 |
| Chill Factor                                            | Hugh Johnson                                            | Cuba Gooding Jr., Skeet Ulrich, Peter Firth                | Statele Unite ale Americii                                                         | Action thriller                         |
| The Corruptor                                           | James Foley                                             | Chow Yun-fat, Mark Wahlberg, Ric Young                     | Statele Unite ale Americii                                                         | Action thriller                         |
| Dead or Alive                                           | Takashi Miike                                           | Riki Takeuchi, Show Aikawa, Renji Ishibashi                | Japonia                                                                            | [ 320 ]                                 |
| End of Days                                             | Peter Hyams                                             | Arnold Schwarzenegger, Gabriel Byrne, Robin Tunney         | Statele Unite ale Americii                                                         | [ 321 ]                                 |
| Gen-X Cops                                              | Benny Chan                                              | Toru Nakamura, Eric Tsang, Daniel Wu                       | Hong Kong                                                                          | [ 322 ]                                 |
| Gorgeous                                                | Vincent Kok                                             | Jackie Chan, Shu Qi, Tony Leung Chiu-Wai                   | Hong Kong                                                                          | Martial arts film                       |
| The Legend of Speed                                     | Andrew Lau                                              | Ekin Cheng, Simon Yam                                      | Hong Kong                                                                          | [ 324 ]                                 |
| A Man Called Hero                                       | Andrew Lau                                              | Ekin Cheng, Shu Qi, Kristy Yang                            | Hong Kong                                                                          | [ 325 ]                                 |
| The Matrix                                              | Andy Wachowski, Larry Wachowski                         | Keanu Reeves, Laurence Fishburne, Carrie-Anne Moss         | Statele Unite ale Americii                                                         | Science fiction action                  |
| The Mod Squad                                           | Scott Silver                                            | Claire Danes, Giovanni Ribisi, Omar Epps                   | Statele Unite ale Americii                                                         | [ 327 ]                                 |
| Mystery Men                                             | Kinka Usher                                             | Ben Stiller, Hank Azaria, William H. Macy                  | Statele Unite ale Americii                                                         | Action comedy                           |
| Nowhere to Hide                                         | Lee Myung-Sae                                           | Ahn Song-Gi, Park Joong-Hoon, Jang Dong-gun                | Coreea de Sud                                                                      | [ 328 ]                                 |
| Payback                                                 | Brian Helgeland                                         | Mel Gibson, Gregg Henry, Maria Bello                       | Statele Unite ale Americii                                                         | Action thriller                         |
| Purple Storm                                            | Teddy Chan                                              | Daniel Wu, Kwok-Leung Gan, Emil Chau                       | Hong Kong                                                                          | [ 330 ]                                 |
| Running Out of Time                                     | Johnny To                                               | Andy Lau, Lau Ching-Wan, Yo Yo Mung                        | Hong Kong                                                                          | Action thriller                         |
| Shiri                                                   | Jacky Kang                                              | Han Suk-Kyu, Choe Min-sik, Song Kang-ho                    | Coreea de Sud                                                                      | [ 332 ]                                 |
| Simon Sez                                               | Kevin Elders                                            | Dennis Rodman, Dane Cook, Natalia Cigliuti                 | Statele Unite ale Americii                                                         | [ 333 ]                                 |
| Universal Soldier: The Return                           | Mic Rodgers                                             | Jean-Claude Van Damme, Michael Jai White, Heidi Schanz     | Statele Unite ale Americii                                                         | [ 334 ]                                 |
| Victim                                                  | Ringo Lam                                               | Lau Ching-Wan, Amy Kwok, Tony Leung Kar-Fai                | Hong Kong                                                                          | Action thriller                         |
| Wing Commander                                          | Chris Roberts                                           | Saffron Burrows, Freddie Prinze Jr., Matthew Lillard       | Statele Unite ale Americii · Luxemburg                                             | Science fiction action                  |
| The World Is Not Enough                                 | Michael Apted                                           | Pierce Brosnan, Sophie Marceau, Robert Carlyle             | Statele Unite ale Americii · Regatul Unit al Marii Britanii și al Irlandei de Nord | [ 337 ]                                 |
| Zero Tolerance                                          | Anders Nilsson                                          | Jakob Eklund, Marie Richardson                             | Suedia                                                                             | Action thriller                         |